# Заместник-фюрер
Заместник-фюрерът е името на партийната длъжност „заместник на ръководителя“ (фюрера) на Националсоциалистическата германска работническа партия.
Тази длъжност е заемана от Рудолф Хес през периода от 21 април 1933 до 12 май 1941 г. След пленяването му през 1941 г. фюрерът Адолф Хитлер заменя длъжността с т.нар. „ръководител на партийната служба“, която заема Мартин Борман (12 май 1941 – 2 май 1945).